# 172P/Yeung
172P/Yeung es un cometa periódico perteneciente a la familia de Júpiter descubierto el 21 de enero de 2002 por William Kwong Yu Yeung desde el Observatorio de Desert Eagle.

## Designación y nombre
Designado provisionalmente como 2002 BV. Fue nombrado "Yeung" en honor al astrónomo descubridor de este cometa, William Kwong Yu Yeung.

## Características orbitales
Yeung está situado a una distancia media de 3,510 ua, pudiendo alejarse un máximo de 4,780 ua y acercarse un máximo de 2,240 ua. Tiene una excentricidad de 0,361 y la inclinación orbital 11,517 grados. Emplea 2402,600 días en completar una órbita alrededor del Sol.
Los próximos acercamientos a la Tierra se producirán el 19 de diciembre de 2043, el 8 de julio de 2048, el 24 de diciembre de 2070, el 16 de septiembre de 2075, el 4 de mayo de 2106 y el 20 de marzo de 2118.